# Saint-Martin-sous-Vigouroux
Saint-Martin-sous-Vigouroux (okzitanisch Sant Martí de Vigorós) ist eine französische Gemeinde mit 219 Einwohnern (Stand 1. Januar 2022) im Département Cantal in der Region Auvergne-Rhône-Alpes (vor 2016 Auvergne). Sie gehört zum Kanton Saint-Flour-2 im Arrondissement Saint-Flour. Die Einwohner werden San-Martinois genannt.

## Lage
Saint-Martin-sous-Vigouroux liegt etwa 27 Kilometer ostnordöstlich von Aurillac.
Nachbargemeinden sind Brezons im Norden und Nordosten, Pierrefort im Osten, Paulhenc im Südosten und Süden, Thérondels im Südwesten, Narnhac im Westen sowie Malbo im Westen und Nordwesten.

## Bevölkerungsentwicklung
| Jahr                       | 1962 | 1968 | 1975 | 1982 | 1990 | 1999 | 2006 | 2011 | 2019 |
| -------------------------- | ---- | ---- | ---- | ---- | ---- | ---- | ---- | ---- | ---- |
| Einwohner                  | 482  | 418  | 410  | 382  | 357  | 279  | 270  | 248  | 226  |
| Quellen: Cassini und INSEE |      |      |      |      |      |      |      |      |      |

## Sehenswürdigkeiten
- Kirche Saint-Martin aus dem 12./13. Jahrhundert, Monument historique seit 1968
- Burg Lescure aus dem 11. Jahrhundert
- Schloss La Volpilhère aus dem 15. Jahrhundert
- Burg Vigouroux aus dem 12. Jahrhundert

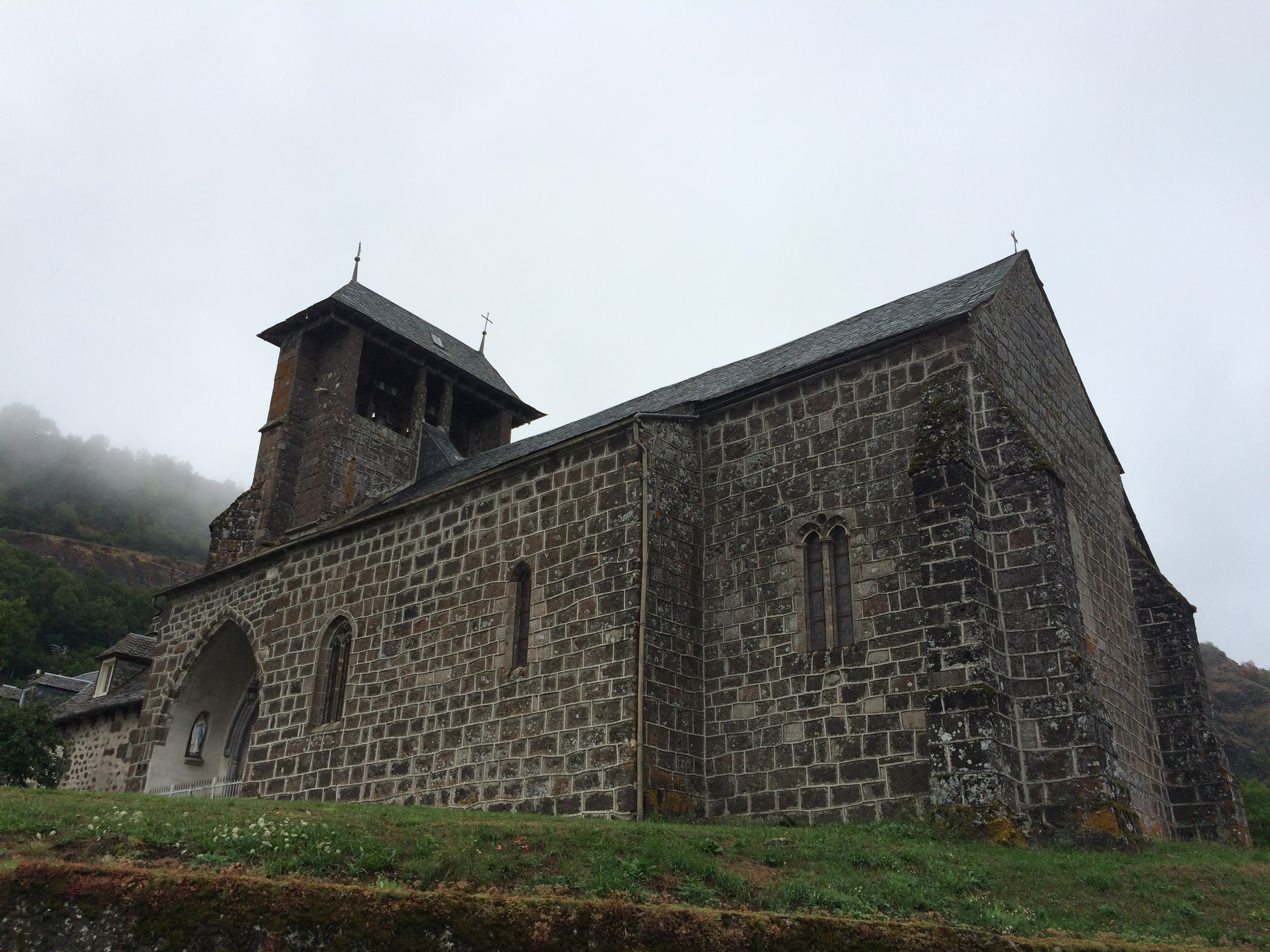
Kirche Saint-Martin
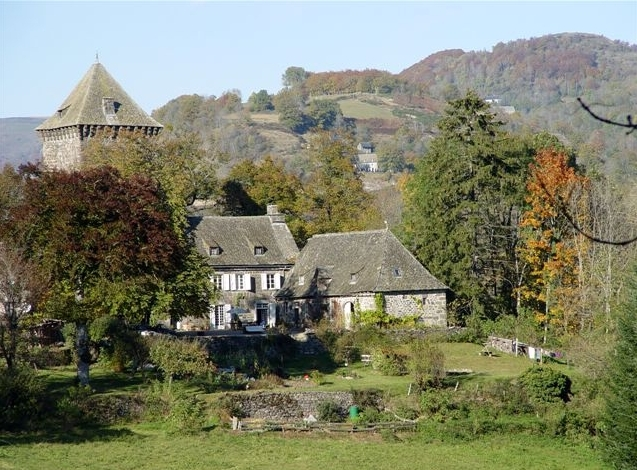
Burg Lescure